# Paul Revere (revolucionář)
Paul Revere (/rɪˈvɪər/; 1. ledna 1735 neboli podle juliánského kalendáře 21. prosince 1734 – 10. května 1818) byl americký stříbrník, rytec, raný průmyslník a účastník americké revoluce.
Prominentní bostonský řemeslník pomohl na počátku revoluce zorganizovat výzvědný systém, který měl Američany varovat před britskou armádou. Tuto jeho roli připomíná známá Longfellowova báseň Jízda Paula Reverea (Paul Revere's Ride, 1861), v níž se poněkud historicky nepřesně líčí Revereova zpravodajská podpora koloniální milice před bitvami u Lexingtonu a Concordu. Revereova vojenská kariéra skončila porážkou penobscotské výpravy, neúspěšné námořní expedice do Maine, na níž se Revere podílel jako velitel dělostřelectva.
Po válce se Revere vrátil ke zpracování kovů a rozšířil svůj záběr na kovolitectví a další oblasti. Byl prvním Američanem schopným vyrábět měděné pláty na oplášťování lodí, což se mu poprvé podařilo roku 1800.